# Ludovic Roux
Ludovic Roux (* 4. April 1979 in Sallanches) ist ein ehemaliger französischer Nordischer Kombinierer. Er nahm zwischen 1998 und 2006 insgesamt dreimal an Olympischen Winterspielen teil und konnte eine Bronzemedaille gewinnen. Zu seiner aktiven Zeit startete er für den SC les Contamines Montjoie.

## Werdegang
Bei den Junioren-Weltmeisterschaften 1996 im italienischen Asiago gewann Roux mit der französischen Mannschaft die Silbermedaille. Am 30. November 1996 debütierte er im B-Weltcup und belegte beim Wettbewerb in norwegischen Bardufoss auf Anhieb den dritten Platz. Durch einen weiteren dritten Platz in der finnischen Stadt Rovaniemi empfiehlt er sich für einen Start im Weltcup der Nordischen Kombination. Beim Weltcup in Schonach durfte er am 5. Januar 1997 sein Debüt im Weltcup geben und überraschende die Weltelite mit einem zehnten Platz. Am 14. Januar 1997 belegte er erstmals einen Platz unter den besten Fünf. Beim Weltcup in Val di Fiemme belegte er den fünften Platz. Anschließend wurde er bei den Junioren-Weltmeisterschaften 1997 im kanadischen Canmore mit der französischen Mannschaft Staffelweltmeister und gewann im Einzel die Bronzemedaille. Am Ende der Saison belegte er im Gesamtweltcup mit insgesamt 400 Punkten den 17. Platz.
Seinen ersten und einzigen Podiumsplatz im Weltcup belegte er am 18. Januar 1998 in der Olympiasaison 1997/98. Beim Weltcup in Chaux-Neuve hinter dem Tschechen Milan Kučera und den Österreicher Felix Gottwald den dritten Platz. Er qualifizierte sich als 18-Jähriger für die Olympischen Winterspiele 1998 in der japanischen Großstadt Nagano und wurde vom Comité National Olympique et Sportif Français für die Winterspiele nominiert. Er durfte im Einzel und in der Mannschaft starten. Nachdem er im Einzel nach dem Springen noch auf den 27. Platz gelegen hat, beendete er den Wettkampf nach dem Langlauf auf den 31. Platz. Gemeinsam mit Sylvain Guillaume, Nicolas Bal und Fabrice Guy kämpfte er im Staffelwettbewerb um Medaillen und die französische Mannschaft konnte hinter Norwegen und Finnland die Bronzemedaille gewinnen. Durch seine gesammelten 586 Punkte belegte er am Ende der Saison im Gesamtweltcup den zehnten Platz.
Nachdem er im Jahr 1999 bei den Junioren-Weltmeisterschaften im österreichischen Saalfelden am Steinernen Meer Mannschaftsbronze gewonnen hatte, nahm er erstmals an Nordischen Skiweltmeisterschaften teil und belegte bei den Nordischen Skiweltmeisterschaften 1999 im Gundersen-Wettbewerb den 23. Platz. Im Frühjahr 2000 wurde Roux zum ersten und einzigen Mal französischer Meister. Am 2. September 2000 debütierte er beim Grand Prix in Stams im Grand Prix der Nordischen Kombination und beendete den Wettbewerb auf den 35. Platz. Bei den Nordischen Skiweltmeisterschaften 2001 in Lathi konnte er mit den 14. Platz im Gunderson-Wettbewerb sein bestes Einzelergebnis erzielen. Er startete gemeinsam mit Kevin Arnould, Sylvain Guillaume und Frédéric Baud in der Staffel und die Franzosen beendeten den Staffel-Wettbewerb auf den neunten Platz. Im Weltcup 2000/01 belegte er den 28. Platz mit 312 Punkten.
An den Olympischen Winterspielen 2002 in der US-amerikanischen Stadt Salt Lake City durfte er teilnehmen und durfte in allen drei Wettbewerben an den Start gehen. Nachdem er im Gunderson-Wettbewerb nur den 26. Platz belegte, verpasste er gemeinsam mit Frédéric Baud, Kevin Arnould und Nicolas Bal erneut eine Medaille im Team-Wettbewerb zu gewinnen. Beim Sprint-Wettbewerb von der Großschanze konnte er sich im Langlauf vom 20. Platz nach dem Springen noch auf den 10. Platz verbessern.
Beim Grand Prix in Klingenthal konnte er am 29. August 2003 mit den zweiten Platz hinter Ronny Ackermann zum ersten und einzigen Mal bei einem Grand Prix auf den Podest. Nach einigen schlechteren Weltcup-Saison lief die Saison 2003/04 wieder besser. Zum Beispiel belegte er beim Weltcup in Schonach im Schwarzwald im Gunderson-Wettbewerb den fünften Platz. Die Saison beendete er in der Gesamtwertung auf den elften Platz und im Sprint-Weltcup auf den zwölften Platz.
Die Nordischen Skiweltmeisterschaften 2005 in der deutschen Gemeinde Oberstdorf waren die seine insgesamt vierten und letzten Nordischen Skiweltmeisterschaften. Während er im Gunderson-Wettbewerb einen ernüchternden 36. Platz belegte, kam er gemeinsam mit Nicolas Bal, Jason Lamy Chappuis und Kevin Arnould im Team-Wettbewerb auf den siebten Platz.
Bei den Olympischen Winterspielen 2006 in Turin nahm er an seinen dritten und letzten Olympischen Winterspielen teil. Im Einzelwettbewerb belegte er wie vor vier Jahren erneut den 26. Platz und gemeinsam mit François Braud, Jason Lamy Chappuis und Nicolas Bal verpassten er als Fünfter eine olympische Medaille im Staffelwettbewerb. Nach den Olympischen Winterspielen beendete er seine Karriere.

## Privates
Ludovic Roux heiratete am 27. Juni 2009 die französischen Eiskunstläuferin Isabelle Delobel und am 2. Oktober kam ihr erster gemeinsamer Sohn, Loïs, zur Welt.

## Statistik

### Teilnahmen an Olympischen Winterspielen
| Jahr und Ort        | Wettbewerb   | Wettbewerb | Wettbewerb |
| Jahr und Ort        | Gundersen NS | Sprint GS  | Team       |
| ------------------- | ------------ | ---------- | ---------- |
| 1998 Nagano         | 31.          | –          | 03.        |
| 2002 Salt Lake City | 26.          | 10.        | 06.        |
| 2006 Turin          | 26.          | 05.        | –          |

### Platzierungen bei Weltmeisterschaften
| Jahr und Ort    | Wettbewerb   | Wettbewerb | Wettbewerb |
| Jahr und Ort    | Gundersen NS | Sprint GS  | Team       |
| --------------- | ------------ | ---------- | ---------- |
| 1999 Ramsau     | 23.          | –          | –          |
| 2001 Lahti      | 14.          | 23.        | 09.        |
| 2003 Pragelato  | DNF          | 24.        | 07.        |
| 2005 Oberstdorf | DSQ          | 36.        | 07.        |

### Weltcup-Platzierungen
| Saison  | Platz | Punkte |
| ------- | ----- | ------ |
| 1996/97 | 17.   | 400    |
| 1997/98 | 10.   | 586    |
| 1998/99 | 46.   | 212    |
| 1999/00 | 21.   | 495    |
| 2000/01 | 28.   | 312    |
| 2001/02 | 28.   | 380    |
| 2002/03 | 31.   | 126    |
| 2003/04 | 11.   | 410    |
| 2004/05 | 48.   | 053    |